# Stazione di Torino Lingotto
Stazione di Torino Lingotto vasútállomás Olaszországban, Torino településen.

## Vasútvonalak
Az állomást az alábbi vasútvonalak érintik:
- Torino–Genova-vasútvonal
- Torino–Pinerolo–Torre Pellice-vasútvonal
- Torino-Fossano-Savona-vasútvonal
- Passante ferroviario di Torino

## Kapcsolódó állomások
A vasútállomáshoz az alábbi állomások vannak a legközelebb:
- Stazione di Torino Porta Nuova (Stazione di Torino Porta Nuova, Torino–Genova-vasútvonal, Torino-Fossano-Savona-vasútvonal, Torino–Pinerolo–Torre Pellice-vasútvonal)
- Stazione di Moncalieri (Stazione di Genova Brignole, Stazione di Savona, Torino–Genova-vasútvonal, Torino-Fossano-Savona-vasútvonal)
- Stazione di Moncalieri Sangone (Torre Pellice railway halt, Torino–Pinerolo–Torre Pellice-vasútvonal)
- Stazione di Torino Porta Susa (2008) (Stazione di Torino Stura, Passante ferroviario di Torino)
- Stazione di Torino Porta Susa (2008) (Pont railway station, Stazione di Rivarolo Canavese, Line SFM1)
- Stazione di Moncalieri (Stazione di Chieri, Line SFM1)
- Stazione di Moncalieri Sangone (Stazione di Pinerolo, Line SFM2)
- Stazione di Torino Porta Susa (2008) (Stazione di Chivasso, Line SFM2)
- Stazione di Torino Porta Susa (2008) (Stazione di Ciriè, Line SFM4)
- Stazione di Moncalieri (Stazione di Alba, Line SFM4)
- Stazione di Moncalieri (Stazione di Asti, Linea SFM6)
- Stazione di Torino Porta Susa (2008) (Stazione di Caselle Aeroporto, Linea SFM6)
- Stazione di Moncalieri (Stazione di Fossano, Line SFM7)
- Stazione di Torino Porta Susa (2008) (Stazione di Ciriè, Line SFM7)